# Aleksei Kunxin
Aleksei Nikolàievitx Kunxin (en rus Алексей Николаевич Куньшин) (20 d'octubre de 1987) és un ciclista rus, professional des del 2008 fins al 2012.
El 2008 va donar positiu en un control durant la disputa del Gran Premi Guillem Tell. Va ser desqualificat i sancionat amb dos anys sense poder córrer.

## Palmarès
- 2004
  - Vencedor d'una etapa a la Volta a la regió de Łódź
- 2007
  - 1r al Way to Pekin i vencedor de 3 etapes
- 2008
  - Vencedor d'una etapa al Gran Premi Guillem Tell
- 2012
  - 1r a la Volta a l'Alentejo i vencedor d'una etapa